# Lapáncsa, Baranya
Lapáncsa este un sat în districtul Siklós, județul Baranya, Ungaria, având o populație de 205 locuitori (2011). 

## Demografie
Componența etnică a satului Lapáncsa
     Maghiari (90,05%)
     Romi (8,38%)
     Germani (1,57%)
Componența confesională a satului Lapáncsa
     Romano-catolici (58,05%)
     Fără religie (4,39%)
     Reformați (2,93%)
     Necunoscută (34,63%)
Conform recensământului din 2011, satul Lapáncsa avea 205 locuitori. Din punct de vedere etnic, majoritatea locuitorilor (90,05%) erau maghiari, existând și minorități de romi (8,38%) și germani (1,57%).  Din punct de vedere confesional, majoritatea locuitorilor (58,05%) erau romano-catolici, existând și minorități de persoane fără religie (4,39%) și reformați (2,93%). Pentru 34,63% din locuitori nu este cunoscută apartenența confesională.